# معیارهای ورود
در پژوهش‌های بالینی، معیارهای ورود به معیارهای گفته می‌شود که بر اساس آن فرد وارد مطالعه می‌شود. این اصطلاح به صورت ویژه در کارازمایی بالینی استفاده می‌شود. از معیارهایی که معمولاً در معیارهای ورود یا خروج مورد توجه قرار می‌گیرند سن، جنس، و شدت بیماری و وضعیت بالینی بیمار می‌باشد. تعیین معیارهای ورود از این جهت اهمیت پیدا می‌کند که تا حدی باعث حذف عوامل مداخله‌گر در مطالعه می‌شود. از طرفی در بسیاری از موارد یک عامل درمانی که می‌تواند دارو یا هر گونه فرآیند درمانی باشد فقط در موارد خاص و محدود اثرگذار باشد. برای مثال یک داروی خاص تنها در محدوده سنی خاص یا در یک شرایط بدنی ویژه(مثلاً در محدوده وزنی خاص) عمل می‌کند. به همین دلیل در صورتی معیارهای ورود به درستی تعیین نشود تأثیر عامل درمانی به صورت معنی‌دار قابل تعریف و شناسایی نخواهد بود.